# أندريا تروزي
أندريا تروزي (بالإيطالية: Andrea Tarozzi)‏ هو لاعب كرة قدم إيطالي في مركز الدفاع، ولد في 17 أكتوبر 1973 في سان جوفاني في برسيتشتو في إيطاليا. لعب مع فيورنتينا ونادي بادوفا ونادي بولونيا ونادي ترنانا ونادي ساسولو ونادي كومو.